# 路易·B·纳恩
路易·布罗迪·纳恩（英語：Louie Broady Nunn，1924年3月8日—2004年1月29日）1967年当选美国肯塔基州第52任州长，是西米恩·S·威利斯（Simeon S. Willis）后首位当选该州州长的共和党人，在他以后直到2003年才有厄尼·弗莱彻（Ernie Fletcher）成为该州的下一位共和党州长。
纳恩从法学院毕业后参加了第二次世界大战，并且在这以前就曾参与地方政治，成为肯塔基州巴伦县历史上首位共和党县法官。他曾为多位参选全国性公职的共和党候选人的竞选工作，其中包括约翰·谢尔曼·库珀、特鲁斯顿·莫顿（Thruston Morton）和德怀特·艾森豪威尔。他曾是1963年共和党的州长候选人，但最终以微弱劣势不敌民主党人奈德·布里赛特。当时前州长伯特·T·康布斯签署的一纸行政命令成为选举中的一个主要议题，該命令废除了公共部門中的差别待遇。纳恩誓言只要当选就会废除这道命令，而布里赛特则承诺会将其继续下去。
1967年，纳恩再度参选州长。他在共和党初选中击败马洛·库克后又在普选中以微弱优势险胜民主党候选人亨利·沃德（Henry Ward）。但是州级公职却由民主党和共和党人平分秋色，例如纳恩手下的副州长就是民主党人温德尔·H·福特。虽然民主党人在肯塔基州议会中占据了多数席位，但纳恩的大部分提议还是获得了通过，其中包括增加税收资助改善州立公园系统，建立全州范围的心理健康中心网络等。在他的督导下，北肯塔基州大学从原来的一所社区学院改造成了四年制的高等院校，还让路易斯维尔大学成为州立大学系统的一部分。纳恩任期的之后几年因动用国民警卫队干涉路易斯维尔发生的种族暴动和肯塔基大学反对越南战争的暴力抗议而受到批评。州长任期结束后，他曾在1972年竞选联邦参议员，之后又于1979年再度出马竞选州长，但都没能成功。步入晚年的纳恩支持儿子史蒂夫追寻政治理想，倡导大麻在肯塔基州合法化。2004年1月29日，路易·布罗迪·纳恩因心脏病发在家中去世，享壽79岁。

## 早年生活
路易·布罗迪·纳恩于1924年3月8日在肯塔基州巴伦县和梅特卡夫县的边境小镇帕克（Park）出生:13。他的名字路易（Louie）源于父亲一位已经过世的友人，中间名布罗迪（Broady）则来自母亲家族的姓氏:17。路易的父亲叫沃勒·哈里森（Waller Harrison），母亲叫玛丽·纳恩（Mary Nunn），母亲的娘家姓叫罗伯茨（Roberts），两人共有五个孩子，其中弗吉尼亚（Virginia）是家里的幺女，路易则是四个儿子中最小的:16。纳恩一家以务农为生，并经营着一家杂货店，不过沃勒患有先天性的心脏疾病和严重的关节炎，因此只能做一些比较轻松的杂务:17-18。路易的长兄李·罗伊（Lee Roy）之后成为了共和党一位有影响力的活动家和募捐人:11。
纳恩在帕克一所只有一位教师的单间校舍接受了自己的前八年教育:37。他在青少年时期曾因操作沉重的农用设备而患上疝气:37，这一点加上他父亲的健康记录可能共同导致了困扰他一生的后背疼痛问题:17, 37。1938年他进入海斯维尔高中就读:40，之后又在鲍灵格林商学院获得了文学士学位。
1941年12月7日，大日本帝国轰炸了美国海军驻珍珠港的军事基地，纳恩离开故乡前往俄亥俄州辛辛那提接受飞行课程训练，希望能够成为一名B-17轰炸机的飞行员:42。但到了他的训练结束时，军方已经中止了航空青年团项目:42。1943年6月2日，他参军入伍并在沃思堡附近的沃尔特斯堡受训:42，并经过多次调任。起初他驻扎在德克萨斯州威奇托福尔斯附近的谢泼德空军基地:42，然后又获派到第97步兵师，接下来又在密苏里州的伦纳德伍德堡接受了进一步训练:44，最终转派到陆军医疗队。但是由于背伤发作，他在1945年9月13日因医疗方面原因退伍:44，退伍时的军衔为下士:206。
退伍后，纳恩前往辛辛纳提大学攻读法律预科学位:44，并在三年后获路易斯维尔大学法学院录取，与之后将成为联邦众议员的马洛·库克是同学:46。1950年，纳恩获得法学士学位:45，并于同年九月在肯塔基州的格拉斯哥开始了自己的法律实践:54。
1950年10月12日，纳恩和离过婚的保拉·科尼利厄斯·艾斯普利（Beula Cornelius Aspley）结婚，两人一共有两个孩子，1951年出生的长女珍妮·娄·纳恩（Jennie Lou Nunn）和1952年出生的儿子史蒂夫·纳恩（Steve Nunn）:57，此外，艾斯普利之前的婚姻还留下了三个孩子:50。纳恩婚后从以前的循道宗改信基督会，和夫人相同:23。

## 政治生涯
1953年6月17日，纳恩宣布以共和党候选人身份参选巴伦县的县法官，是唯一一位宣布参选的共和党人:68。而在民主党方面，其中一位竞争者指控在任县法官利用自己的公职谋取私利:69。调查结束后，心怀不满的民主党人结盟成支持纳恩的团体，令他在普选中以5171票战胜获得4378票的民主党对手，成为这个民主党重镇历史上首位共和党县法官:69。
1956年，纳恩担任德怀特·艾森豪威尔上将参选美国总统的肯塔基州竞选经理，还为约翰·谢尔曼·库珀和特鲁斯顿·莫顿竞选联邦参议员担任这一职务。肯塔基州青年商会称他为1956年“年度青年”:77。1957年官法官重选时纳恩没有成为候选人，但之后又在1958年获得格拉斯哥市检察官的任命。他早在1959年时就曾考虑竞选州长，但觉得这年共和党恐怕难有做为而没有采取行动:78。1960和1962年，他分别主持了库珀和莫顿的联邦参议员连任竞选，两者都成功获得了连任。纳恩还主持了1960年大选共和党总统候选人理查德·尼克松在肯塔基州的竞选:207。虽然这场选举最终由约翰·肯尼迪以小幅优势胜出，但尼克松还是以54%的得票率赢得了肯塔基州，肯尼迪的得票率为46%。
1963年，纳恩首度成为肯塔基州州长候选人。他在竞选过程中批评在任民主党州长伯特··康布斯发布的一道禁止该州公共服务实行区别待遇的行政命令:411，称这道命令是“一道合宪性值得怀疑的独裁法令”，还指控这是由美国司法部长罗伯特·弗朗西斯·肯尼迪一手操纵的结果。之后纳恩走上电视，展示了该命令的一份副本，宣布“我要做的第一件事就是废除这个（法案）”:411。《新共和》指控纳恩“在肯塔基州展开了首次彻头彻尾的种族隔离主义竞选”:411。最终他以刚超过13000票的小幅劣势败给了民主党候选人爱德华·布里赛特（Edward T. Breathitt）:411。

### 肯塔基州州长
1967年，纳恩再度参选州长，他在肯塔基州多年来的首次共和党州长候选人初选中的对手正是之前在路易斯维尔大学法学院的老同学，杰佛逊县法官马洛·库克。纳恩指责库克是个“从纽约来的自由派”，他的一些支持者还提及库克是“犹太人的靠山”:413。这种反犹太主义竞选策略引起了联邦参议员约翰·谢尔曼·库珀的批评，并转而支持库克:413。纳恩还以库克的天主教信仰为突破口，事实证明这一战术对该州的新教徒选民特别有效:413。最终纳恩以微弱优势击败库克赢得共和党州长候选人提名:413。
纳恩在普选中的对手是民主党人亨利·沃德。竞选期间，他指控民主党人打算提高税收，来为其政府低下的行政效率买单。他还利用了民主党内部的分歧，并获得了两任民主党州长A·B·“哈皮”·钱德勒的支持:413。纳恩与共和党反对民主党总统林登·约翰逊的全国性竞选联合起来，请来多位重量级共和党人来到州内为他摇旗呐喊:207。最终他获得了45万4123票，比沃德获得的42万5674票只多了不到7个百分点，不过这年还是有半数州级职位由民主党人获得，其中还包括温德尔··福特赢得的副州长席位:414。
纳恩上任时，肯塔基州议会由民主党议员把持，不过他还是得以通过了自己的大部分议程。即将离任的布里赛特政府预计州预算存在2400万美元的缺口，竞选期间承诺不涨税的纳恩于是说服州议会通过法案，把机动车牌照费从5美元提高到12.5美元，并将州消费税从3%增加到5%:207。纳恩的财政预算案主要侧重于为教育、心理健康和经济发展增加资金投入。1970年立法会期间，州议会通过了纳恩的几项提议，如停止对处方药征税，停止对家庭内部的车辆转让收取使用费等，但没有接受他为低收入家庭减少所得税以及为盲人和老年人增加税收减免的方案。
纳恩负责监督了路易斯维尔大学进入该州公立大学系统的过程。为了履行自己竞选时的承诺，他帮助将北肯塔基州社区学院改造成了北肯塔基州州立学院，该校之后成为了北肯塔基州大学，是一所四年制院校，也是州立大学系统成员。历史学家洛厄尔··哈里森指出，这些做法摊薄了已有高等教育院校所能够获得的州政府资助。纳恩还支持新成立的肯塔基州教育电视台。
纳恩把州立公园系统的数量翻了一番。巴伦河床湖州立公园度假村就是在他任内建成，还有另外三个公园也是在他担任州长期间由政府筹划和资助的。他还大幅促进了肯塔基州的心理健康系统。在他的带领下，全州建立了一个由22所心理健康中心组成的网络，州内的全部四所精神病医院都首次获得了评审认证。纳恩表示，自己州长任期内最让他感到骄傲的成就就是改造了州内的心理健康系统。当然，纳恩和州议会也时常会出现磨擦。1968年立法会期间，州长否决了州议会通过法案中的四分之一，这些法案中有14%在1970年立法会期间再度通过:414。其中有一项公平住房法案就是在纳恩拒绝签署的情况下成为了法律，他还曾以拒绝在1970年州预算法案上签字作为抗议:414。根据肯塔基州宪法，州长一直没有签署的法案会在十天后成为法案，这点与联邦宪法中的口袋否决制完全不同。
纳恩是尼克松总统“法律与秩序”政治哲学的支持者，曾召集国民警卫队拆散州内的暴力抗议活动。1968年5月，他派国民警卫队前往路易斯维尔，驱散那里在和平的人权游行中发生的种族问题暴力抗议活动:208。这一做法引来了州内多位民权领袖的批评:208。1970年5月，纳恩再度派遣国民警卫队平息肯塔基大学反对越南战争的抗议活动，并且实施了对该校期末考试构成干扰的宵禁:414。肯塔基大学的这场抗议活动最后在焚烧该校一座后备军官训练团建筑物时达到高潮。
从1968到1969年，纳恩担任全美州长大会的执行委员会委员，并于1971年担任共和党州长协会主席。《路易斯维尔信使日报》（Louisville Courier-Journal）评价纳恩对该州的“财政管理整体而言是健全的......他动用一般基金处理赤字，恢复其偿付能力并保持财政健康发展。纳恩的记录没有受到丑闻的破坏，他选择有能力的人来执掌收益和财政部门，他们的高效为这个州节省了数百万美元”:208-209。历史学家托马斯·D·克拉克（Thomas D. Clark）称，纳恩是肯塔基州历史上全部八位共和党州长中最强悍的一个:210。

## 晚年事业
州长任期结束后，纳恩在列克星敦开设了律师事务所。1972年他出马竞选联邦参议员，但最终败给了民主党人沃尔特·“迪伊”·赫德尔斯顿（Walter "Dee" Huddleston）。考虑到共和党总统理查德·尼克松这年竞选连任最终以压倒性优势赢得了肯塔基州，因此研究认为他之所以失败是因为在之前担任州长期间曾支持提高消费税:209。纳恩继续为多位共和党候选人工作，1975年共和党总统候选人初选时他支持了罗纳德·里根，而不是在任总统杰拉尔德·福特:209。1979年，纳恩再度成为共和党候选人竞选肯塔基州州长，不过仍然不敌民主党对手小约翰·Y·布朗（John Y. Brown, Jr.），这也是他最后一次竞选公职:209。他公开批评民主党人执政时期的过度支出、政府扩张和州政府雇员的增多:209，还抨击了布朗的花花公子形象——布朗的夫人是前美国小姐菲莉丝·乔治（Phyllis George），并指责他拒绝公布自己的纳税申报表，并且在政府管理上缺乏经验:209。尽管如此，纳恩最后只得到了38万1278票的支持，只达到对手55万8008票的三分之二出头，不得不继续从事法律工作:209。
1980年代，纳恩曾担任莫尔黑德州立大学和肯塔基州立大学的校董会董事，还曾在西肯塔基大学担任讲师，之后于1999年获得路易斯维尔大学杰出校友奖。1980年代末，他批评参议员米奇·麦康诺没有对其他参加选举的共和党人提供更多的支持，身为肯塔基州共和党人新兴领导者之一的麦康诺则坚持认为，他必须专注于自己在1990年的竞选连任:209。1988年，纳恩挑战联邦众议员吉姆·邦宁争夺肯塔基州共和党全国委员会委员一职，但同样未能成功:209。
1994年，纳恩身患癌症已命不久长的妻子保拉在医院的病床上提出离婚，声称自己是想要为孩子留下一些遗产。梅特卡夫县的一位法官同意两人离婚，但纳恩对之提出质疑，这一裁决之后予以搁置。到1995年保安逝世时，还是有一些财产问题悬而未决。两人的儿子史蒂夫在这次离婚诉讼中选择站在母亲一边，导致父子之间出现裂痕。老纳恩曾在1994年的一封信中指称儿子史蒂夫曾打骂过自己和家中的其他成员，不过这封信一直到2009年史蒂夫遭到谋杀前未婚妻阿曼达·罗斯（Amanda Ross）的指控时才经人发现。
1999年，纳恩曾再度考虑参选州长:210，但之后以个人和健康问题为由决定不参选。2000年，他在总统大选中支持联邦参议员约翰·麦凯恩:210。纳恩与儿子史蒂夫达成了和解，并在史蒂夫于2003年竞选州长时表示了自己的支持:210。史蒂夫在一共四人竞争的初选中排名第三而出局后，老纳恩选择了支持共和党提名人厄尼·弗莱彻（Ernie Fletcher），并为后者主办了一场筹款活动:210。
纳恩还成为肯塔基州工业大麻合法化的倡导者，他写道：“老实说，我反对大麻合法化已经有好多年了，因为我一直以为工业大麻就是药用大麻。那时我的见识太短浅了，我错了。”2000年，男演员伍迪·哈里森公然挑战肯塔基州禁止种植大麻的法律，在李县种植大麻籽，在纳恩的帮助下，哈里森获得无罪开释。之后他前往南达科他州的拉什莫尔山下，在那里公开向一位美洲原住民酋长展示了一大包大麻，美国缉毒局前不久刚刚没收了该部落的庄稼。
2004年1月29日，路易·布罗迪·纳恩因心脏病发在凡尔赛的家中与世长辞，享年79岁。就在几个小时前，他刚为向新当选的弗莱彻政府寻求帮助的工会领袖主持了一场午宴:210。他下葬在哈特县的考斯比卫理公会教堂墓地。2000年，坎伯兰大道更名为路易··纳恩大道，巴伦河床湖州立公园度假村的主要旅游山庄也以纳恩命名来纪念他。

## 扩展阅读
- . WAVE. 2004-01-30  [2014-03-14]. （原始内容存档于2012-10-19）.
- Loftus, Tom. . Louisville Courier-Journal. 2009-09-11  [2014-03-14].
- . University of Kentucky Libraries.   [2014-03-14]. （原始内容存档于2013-08-21）.

| 官衔                     | 官衔                                | 官衔                   |
| ------------------------ | ----------------------------------- | ---------------------- |
| 前任： 爱德华·T·布里赛特 | 肯塔基州州长 1967至1971             | 繼任： 温德尔·H·福特   |
| 政党职务                 |                                     |                        |
| 前任： 约翰·谢尔曼·库珀  | 共和党肯塔基州联邦参议员候选人 1972 | 繼任： 小路易·R·冈瑟纳 |
| 前任： 小约翰·M·罗宾逊   | 共和党肯塔基州州长候选人 1963, 1967 | 繼任： 汤姆·安伯顿     |
| 前任： 鲍勃·盖博         | 共和党肯塔基州州长候选人 1979       | 繼任： 吉姆·邦宁       |